# 大柳宾

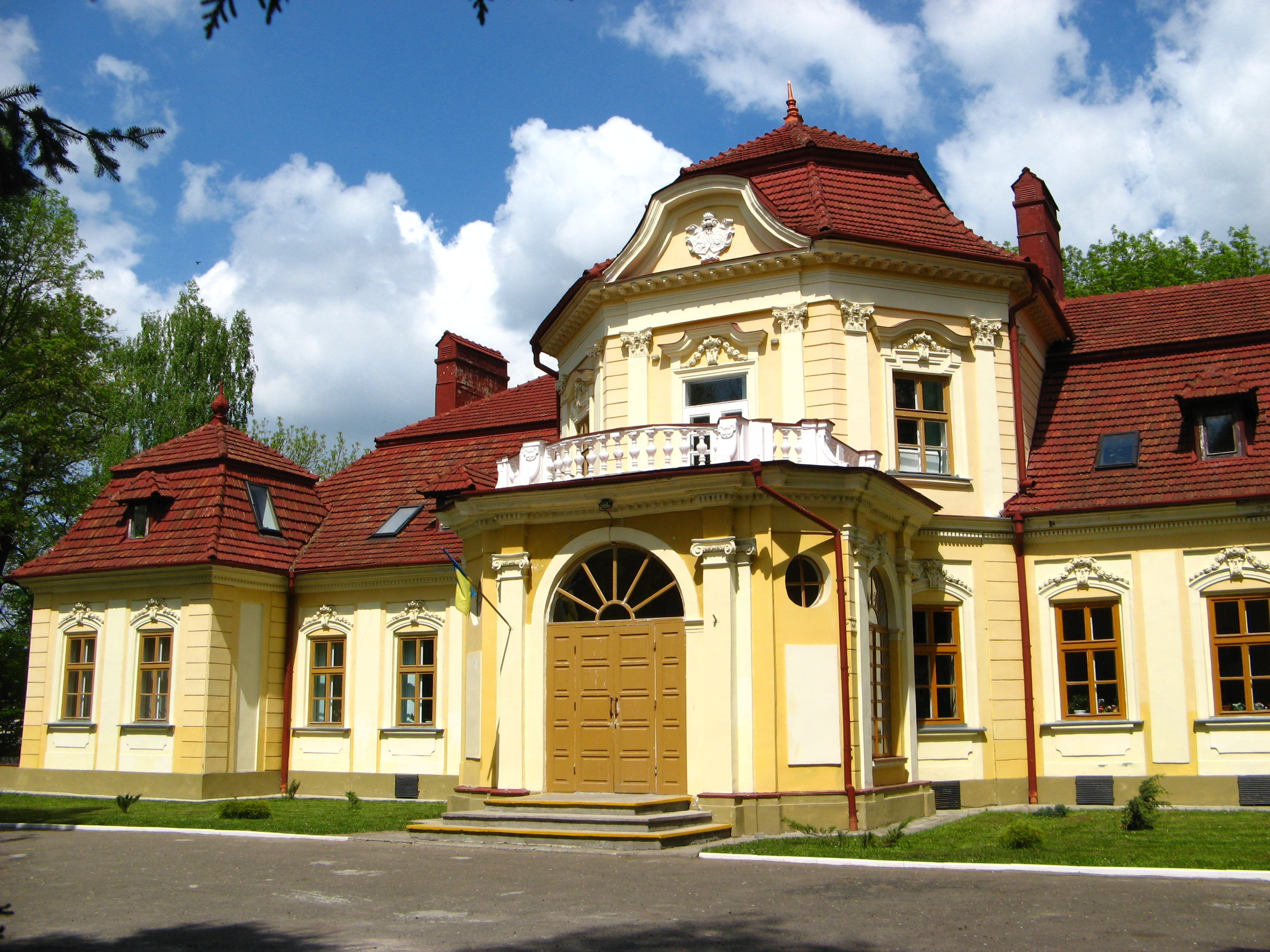
宫殿

49°43′26″N 23°44′1″E / 49.72389°N 23.73361°E
大柳宾（羅馬化：Velykyi Liubin）是烏克蘭西部利沃夫州利沃夫区大柳宾市镇内的市級鎮，及该市镇的行政中心。處於韋雷希察河畔，面積33.45平方公里，海拔高度275米，2011年人口4,550，人口密度每平方公里136.02人。